# Miusynsk
Miusynsk (ukrainisch Міусинськ; russisch Миусинск/Miusinsk) ist eine Stadt im Osten der Ukraine mit etwa 5000 Einwohnern.
Der Ort ist im Westen der Oblast Luhansk, etwa 7 Kilometer südlich der Stadt Krasnyj Lutsch und 60 Kilometer südwestlich der Oblasthauptstadt Luhansk am Flüsschen Dowschyk (Довжик) gelegen.
Zur Stadtratsgemeinde, welche wiederum ein Teil der Stadtgemeinde von Krasnyj Lutsch ist, zählen auch die 3 Dörfer Korinne (Корінне), Lisne (Лісне) und Nowojelysawetiwka (Новоєлизаветівка).
Miusynsk wurde 1887 als Nowo Pawlowka gegründet und 1965 wegen der Nähe zum Fluss Mius in Miusynsk umbenannt. 1938 erhielt der Ort den Status einer Siedlung, 1965 schließlich auch den Stadtstatus zuerkannt.
Seit Sommer 2014 ist die Stadt im Verlauf des Ukrainekrieges durch Separatisten der Volksrepublik Lugansk besetzt.